# Leitch Industries
Leitch Industries ist ein neuseeländischer Hersteller von Automobilen.

## Unternehmensgeschichte
Barry Leitch stellte zunächst einen Sportwagen für den Eigenbedarf her. Er erhielt Aufträge zum Bau dieser Fahrzeuge. So gründete er das Unternehmen in Invercargill und begann mit der Produktion von Automobilen. Der Markenname lautet Leitch. Die Fahrzeuge wurden zumindest in der Vergangenheit auch nach Australien und Japan exportiert. Bis 1996 ist eine Stückzahl von mehr als 50 Fahrzeugen überliefert.

## Fahrzeuge
Im Angebot stehen Sportwagen im Stil des Lotus Seven. Das Modell Super Sprint hat einen Gitterrahmen. Die Karosserie besteht aus Aluminium und Fiberglas. Verschiedene Vierzylindermotoren von Ford und Toyota mit 1600 cm³ Hubraum treiben die Fahrzeuge an. Ab 1996 waren Kotflügel aus Karbonfiber erhältlich.
Etwa 1996 ergänzte die Nachbildung des Formel-Rennwagens Brabham BT 21 das Sortiment.